# Gibara
Gibara ist die fünftgrößte Stadt der Provinz Holguín in der Republik Kuba. Die "weiße Stadt", wie sie auch genannt wird, liegt ca. 50 km nördlich von Holguin in der Bucht von Gibara am Atlantischen Ozean.

## Geografie
Gibara liegt an der Nordküste der Provinz Holguín, zwischen 21º06'34"N und 76º07'54"O. Mit einem Territorium von 630 km² belegt es flächenmäßig den neunten Platz in der Provinz, wobei die Gemeinde 6,7 Prozent der Fläche ausmacht. Die Stadt grenzt im Norden an den Atlantischen Ozean, im Süden an die Stadt Holguín, im Osten an die Gemeinde Rafael Freyre und im Westen an die Gemeinde Calixto García und die Provinz Las Tunas.

## Demografie
Nach Angaben des Nationalen Amtes für Statistik und Information von Kuba hatte die Gemeinde Ende 2018 71.726 Einwohner. Sie repräsentiert damit 7,0 Prozent der Bevölkerung der Provinz.
Die Stadt ist in die Stadtteile (barrios) Arroyo Blanco, Blanquizal, Bocas, Candelaria, Cantimplora, Cupeycillos, Palmita und Rabón eingeteilt. Zu der Gemeinde zählen zusätzlich die fünf größeren Siedlungen Velasco, Floro Pérez, Bocas, San Felipe de Uñas und Playa de Caletones sowie einige kleinere Siedlungen wie Arroyo Seco, Limones, La Gegira, Playa Los Bajos, Las Caobas und Los Hoyos de Gibara.

## Geschichte
Am 27. Oktober 1492 erreichte Christoph Kolumbus erstmals die Insel Kuba. Er sah von seinem Schiff zuerst auf einen sattelförmigen Berg, der heute als Stuhl von Gibara bekannt ist. Am Morgen des 29. Oktober 1492 ankerten seine Schiffe dann in der heutigen Bucht von Gibara, die Kolumbus damals den Fluss der Seen nannte. Kolumbus notierte dabei in sein Logbuch, das dies das schönste Land wäre, was das menschliche Augen jemals gesehen habe. Am 30. Oktober verließen die Schiffe die Bucht, mussten aber am 31. Oktober aufgrund des schlechten Wetters in diese zurückkehren. Er und seine Leute kamen bis zur endgültigen Abfahrt am 12. November mit den damals dort lebenden Ureinwohnern in Kontakt, die den Europäern das erste Mal die Verwendung von Tabak demonstrierten.
Am 16. Januar 1817 wurde in einer feierlichen Zeremonie der erste Grundstein einer Festung am Punta de Yarey an den Ufern der Bucht von Gibara gelegt. Dieses Datum gilt seitdem als Gründungsdatum der Stadt. Im Jahr 1821 bestand das Dorf Gibara aus 21 Häusern und 1823 wurde das Rathaus eingeweiht. Im Jahre 1853 wurde dann die Pfarrkirche San Fulgencio errichtet. Der sich entwickelte Hafen von Gibara trug zu einer guten wirtschaftlichen Entwicklung des Ortes bei. 1862 lebten in Gibara eine Mischung von Kanaren, Spaniern, anderen Europäern, sowie Menschen aus Amerika und Afrika. Die Volkszählung dieses Jahres ergab 1754 Einwohner; bis 1877 wuchs die Bevölkerung auf 7599 Bewohner.

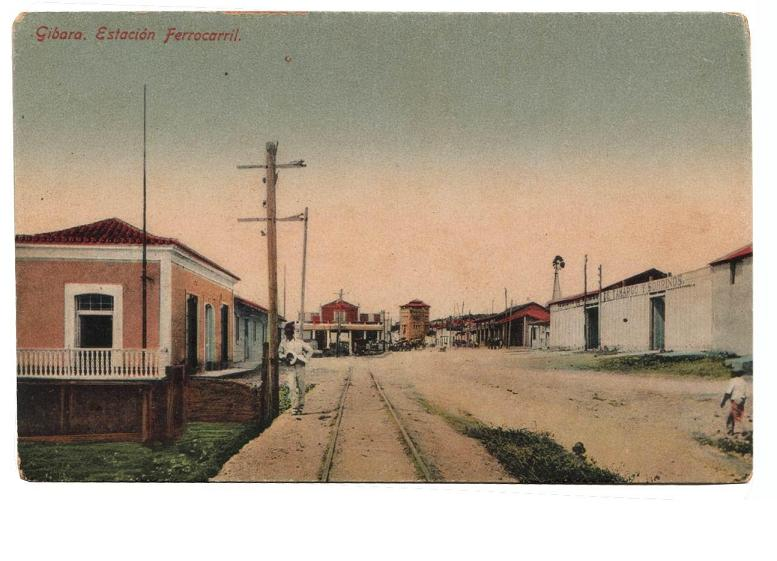
Bahnhof von Gibara auf einer Postkarte (um 1900)

Am 4. April 1893 wurde die Eisenbahnlinie Holguín-Gibara eröffnet, die den Handel und die Verbindung Gibaras mit dem Rest des Ostens der Insel weiter forcierte. Diese Verbindung wurde 1956 wieder stillgelegt.
Zum Zeitpunkt einer Volkszählung von 1899 übertraf die städtische Bevölkerung der Stadt Gibara die Stadt Holguín um mehrere hundert Einwohner. Gibaras Wirtschaft fußte damals auf den Verkauf von Zedernholz und Mahagoni, Zucker und Tabak, Mais, Bananen, Rind- und Schweinefleisch, aber auch die Pferdezucht und der Muschelverkauf spielten eine große Rolle. In der Nacht zum 7. September 2008 wütete der Hurrikan Ike in der Stadt, der große Zerstörung anrichtete. Die Altstadt von Gibara wurde 2003 zum kubanischen Nationaldenkmal erklärt.
Seit 2003 findet das Festival Internacional de Cine de Gibara statt (Internationales Filmfestival von Gibara, gegründet als Festival del Cine Pobre (Festival des armen Kinos)).

## Kultur und Sehenswürdigkeiten
- Katholische Kirche San Fulgencio

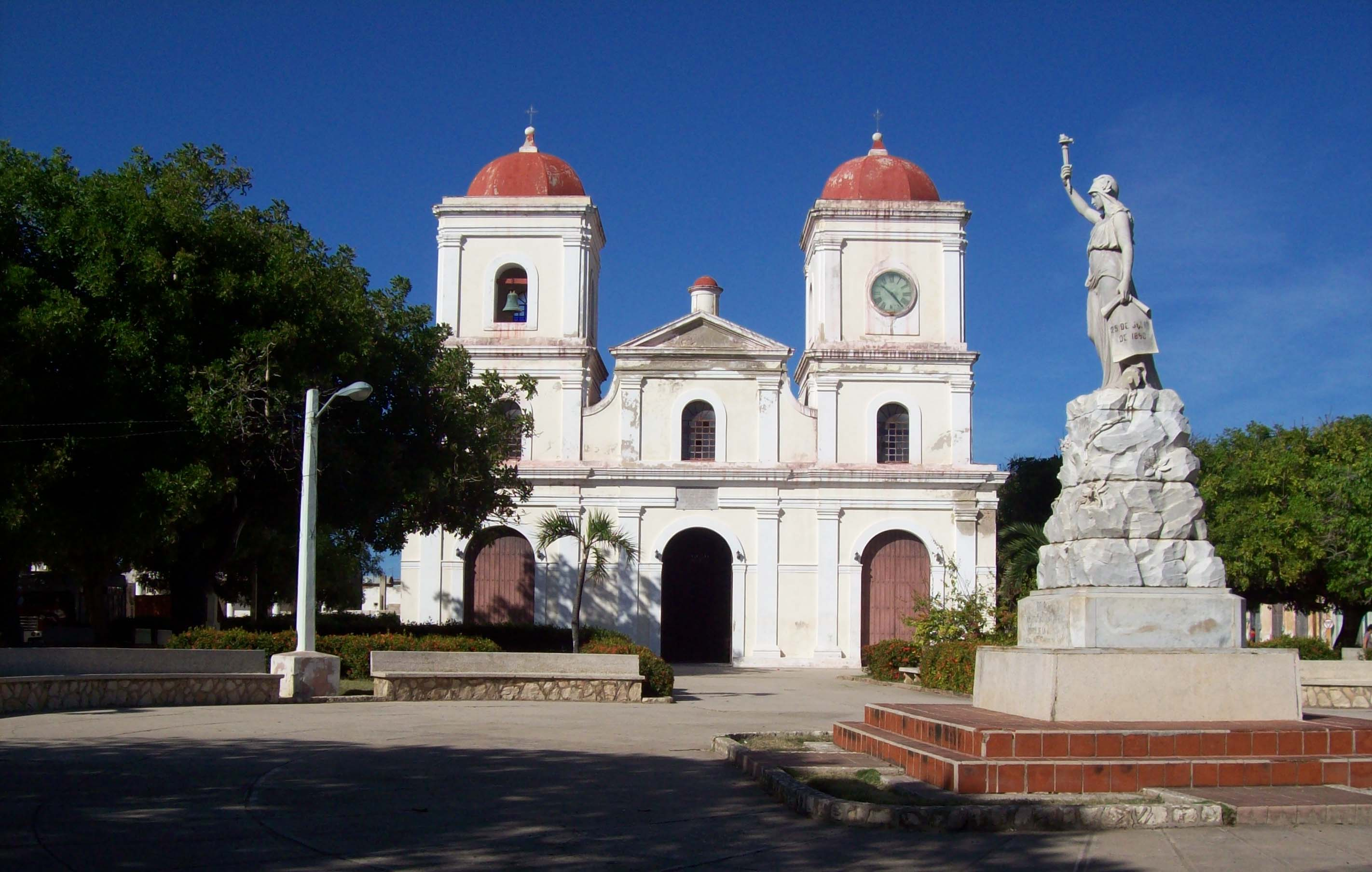
Kirche San Fulgencio und Freiheitsstatue im Zentrum Gibaras

- Kunstgewerbemuseum (einer der vollständigsten Sammlungen seiner Art in Ostkuba)
- Museum für einheimische Geschichte
- Museo de Historia Natural (Naturhistorisches Museum)
- Ehemaliges spanisches Kasino (heute Casa de la Cultura)
- Theater (errichtet 1890, wird seit 2016 saniert[4])
- El Cuartelón (Ruinen der Befestigungsanlagen, die im 19. Jahrhundert von den Spaniern erbaut wurden)
- Bateria de Fernando VII (Festung, im 19. Jahrhundert errichtet wurde, um den Hafen vor Piratenangriffen zu schützen)
- Cueva de los Panaderos (Höhlen in der Nähe Gibaras)
- Hotel Ordoño (jetzt Hotel Iberostar Heritage Gibara; frisch saniertes Hotel aus dem 20. Jahrhundert)
- Hotel Arsenita

## Wirtschaft
Heute basiert die Wirtschaft von Gibara auf der Textilproduktion, der Fischerei, der Tabakherstellung, sowie dem Tourismus.
In den 1980er Jahren war der Bau eines Atomkraftwerkes in der Nähe von Gibara geplant und mit dem Bau begonnen, dieser wurde allerdings 1992 wieder eingestellt.
Bei Gibara wurde am 16. Februar 2008 mit Gibara I der dritte Windpark Kubas eröffnet, der mit 5,1 MWh eine der größten Kapazitäten des Landes aufweist. 2010 ging Gibara II mit einer Kapazität von 4,1 MWh an das Netz.

## Städtepartnerschaften
- El Prat de Llobregat (Katalonien, Spanien), seit 1989[7]

## Persönlichkeiten

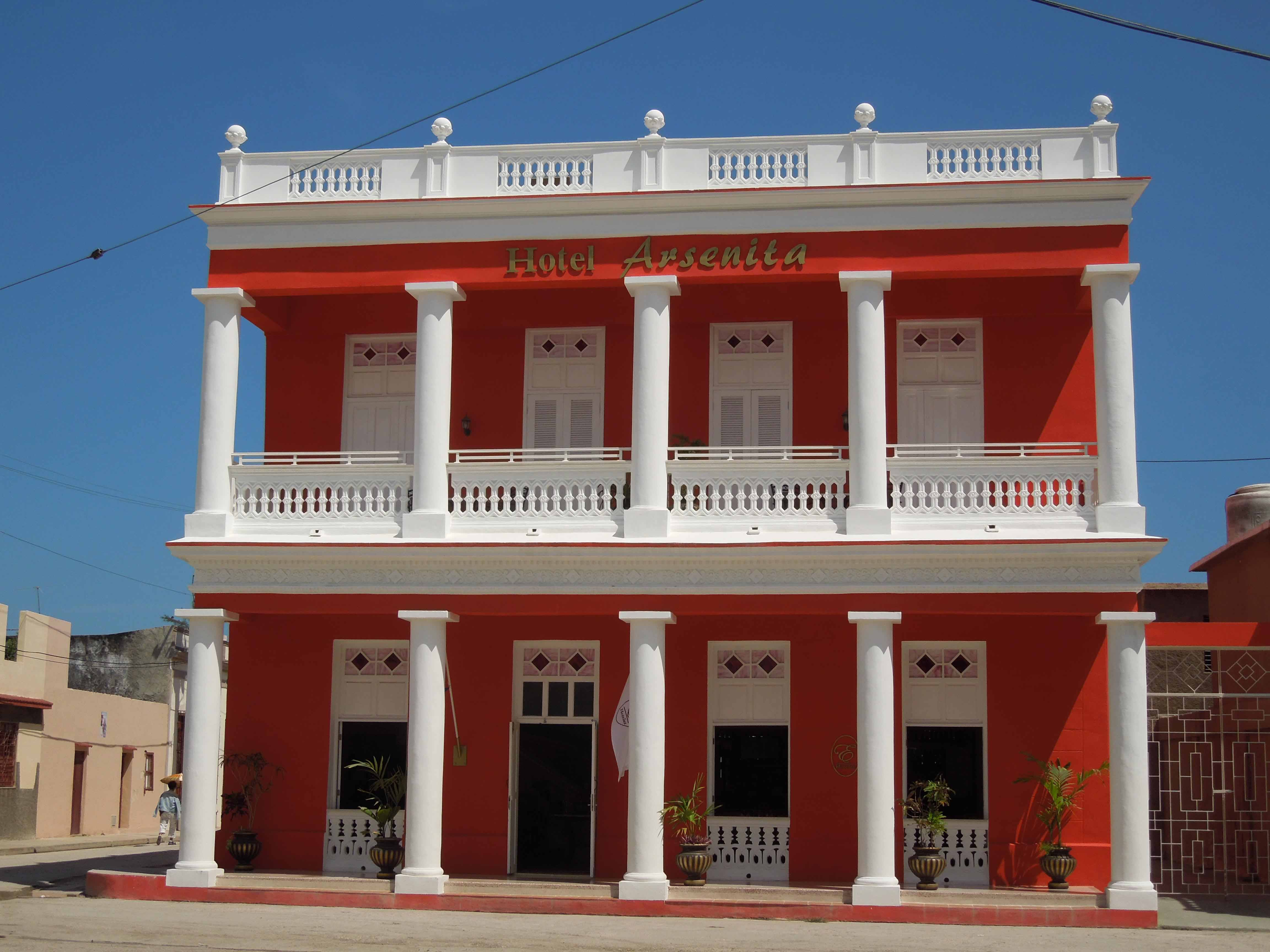
Hotel Arsenita in Gibara

- José Morales Lemus (* 2. Mai 1808 in Gibara; † 13. Juni 1870 in New York City), Anwalt und Freiheitskämpfer
- Guillermo Cabrera Infante (* 22. April 1929 in Gibara; † 21. Februar 2005 in London), Schriftsteller und Filmkritiker
- Manuel Hilario Galbán Torralbas (* 14. Januar 1931 in Gibara; † 7. Juli 2011 in Havanna), Gitarrist
- Humberto Solás (* 4. Dezember 1941 in Havanna; † 17. September 2008 ebenda), Filmregisseur, initiierte 2003 das Gibara-Filmfestival